# Life's Too Good
Albums de The Sugarcubes
Here Today, Tomorrow, Next Week!
(1989)
Life's Too Good est le premier album de The Sugarcubes, sorti en 1988.

## L'album
L'album est enregistré sur une période de deux ans alors que le single Birthday est déjà un succès en Grande-Bretagne. Il reçoit dès sa sortie un accueil enthousiaste de la critique et fait connaître au grand public la chanteuse du groupe : Björk. L'album sort avec quatre pochettes de couleurs différentes : jaune, bleu, vert et rose. Il fait partie des 1001 Albums You Must Hear Before You Die. 

### Titres
Tous les titres sont crédités au nom du groupe. 
1. Traitor (3 min 8 s)
2. Motorcrash (2 min 23 s)
3. Birthday (3 min 56 s)
4. Delicious Demon (2 min 43 s)
5. Mama (2 min 56 s)
6. Cold Sweat (3 min 15 s)
7. Blue Eyed Pop 2 min 38 s)
8. Deus (4 min 7 s)
9. Sick for Toys (4 min 7 s)
10. Fucking in Rhythm and Sorrow (3 min 14 s)
11. Take some Petrol Darling (titre caché) (1 min 27 s)

### Musiciens
- Björk Guðmundsdóttir : voix, claviers
- Einar Örn Benediktsson : trompette, voix
- Eldon Jónsson : guitares
- Bragi Ólafsson : basse
- Sigtryggur Baldursson : batterie